# Partit Popular del Tirol del Sud
Südtiroler Volkspartei (SVP, en alemany, Partit Popular del Tirol del Sud) és un partit polític italià, present en la província de Bolzano, que defensa els interessos de les minories alemanya i ladina del Tirol del Sud. Compta amb 3 diputats i 3 senadors i 1 diputat europeu, i és majoritari al landtag provincial de Bolzano i present al Consell Regional del Trentino - Tirol del Sud. És un partit demòcrata cristià, membre observador del Partit Popular Europeu. Manté lligams amb la Unió de Sindicats Autònoms Sudtirolesos.

## Història

### Fundació
Fou fundat el maig de 1945 per l'empresari Erich Ammon com a refundició dels grups polítics d'abans de la guerra, Deutscher Verband, Tiroler Volksbund i Andreas Hofer Bund (creada el 1939 per joves no optaten), grups juvenils catòlics antifeixistes. Durant els anys següents actuarà com a "partit ètnic", amb un programa populista i centrista, impregnat de catolicisme, sempre apel·lant a la identitat ètnica dels germanòfons; tot i que d'antuvi mantingué una estructura de "partit de notables", sempre mantindrà un vot als voltants del 60% (el 80% d'ell de part de germanòfons), ja que pel setembre del 1945 ja comptava amb 50.000 afiliats. El 22 d'abril del 1946 enviarien 155.000 signatures al canciller austríac Leopold Figl demanant el retorn a Àustria, i el 5 de maig del 1946 convocà una concentració de 20.000 persones al castell Sigmundskron demanant l'autodeterminació.
A les Eleccions regionals de Trentino-Tirol del Sud de 1948 van obtenir el 67% dels vots de la província de Bolzano, cosa que es repetiria a les eleccions legislatives italianes de 1948. El SVP va obtenir els tres escons corresponents a Bolzano i 13 escons al Consell Regional. Així Karl Eckert serà el primer cap del govern sudtirolès el 20 de desembre del 1948, substituït per Alois Pupp el 7 de gener del 1956 i per Silvius Magnago el 31 de desembre del 1960.
Durant el període 1951-1957 el SVP es mantingué sota una ideologia autonomista moderada, obert a certes preocupacions socials. Va posar l'accent en els drets lingüístics individuals dels germanòfons i en la reivindicació concreta de les desigualtats dins l'administració o del clientelisme italià. S'adherí a la Internacional Democristiana, i actuà sovint com l'oficina germanòfona de la DCI, cosa que li permetria aixamplar el seu espectre de vot. Tàcticament, des de la postguerra ha governat amb la DCI o el PSI, amb suport de Roma, però sempre s'ha oposat a alguns aspecte de l'Acord De Gasperi-Gruber, particularment l'aplicació restrictiva de l'autonomia sudtirolesa, inclosa dins la mateixa regió amb Trento. També es mostraven descontents amb l'aplicació del bilingüisme a l'administració i a l'afavoriment de l'assentament d'immigrants italians mitjançant la concessió de pisos de protecció oficial, la gestió de les quals retingué Roma malgrat ser teòricament competència regional. El lideratge del partit fou inestable fins que Silvius Magnago assumí el control del partit el 1956.

### Consolidació
Entre el 1957 i el 1965 una nova generació de militants joves, encapçalats per Silvius Magnago, secretari general del SVP del 1957 al 1991, Peter Brugger, Hans Dietl, Alfons Benedikter i Joachim Dalsass, es van fer amb la direcció del SVP, i adoptaren un nou nacionalisme cultural ple de germanisme i populisme, i amb una línia més reivindicativa per tal d'aconseguir a curt termini una regió única Südtirol amb poders legislatius i executius, i a la llarga, l'autodeterminació. El 17 de novembre del 1957 van convocar al castell de Sigmundskron la més gran concentració nacional (35.000 persones) demanant autonomia sense Trento.
El 1958 el SVP va presentar un projecte de nou estatut d'autonomia al parlament italià, que inclou la reivindicació d'una regió única i competències legislatives i executives en 32 matèries, així com proporcionalitat ètnica a tots els cossos de l'administració, així com paritat plena entre l'italià i l'alemany. Roma ho va rebutjar, i també es negà a admetre la mediació austríaca. El 1959 el SVP va retirar la col·laboració amb la DCI al govern regional, mentre que el 1960 Àustria va dur la qüestió a l'ea General de l'ONU. El SVP obtingué el 63,9% a les eleccions regionals de 1960 i el 1962 comptava amb 12.000 afiliats.
El 27 de gener del 1961 l'ONU va dictar la Resolució 1497/XV que obligava Itàlia a renegociar el tractat De Gasperi-Gruber. El 13 de setembre es nomenà una Comissió d'Estudi que investigués el problema sobre el terreny, de la que en formaran part els membres del SVP Toni Ebner, Karl Mitterdorfer, Roland Riz, Luis Sand, Karl Tinzl i Silvius Magnago. El 10 d'abril del 1964 aquesta comissió va decidir l'inici de negociacions entre el cap sudtirolès Silvius Magnago i el primer ministre italià, Aldo Moro. El setembre del 1966 Silvius Magnago (SVP) va arribar a un acord amb el govern i talià, i el 22 de març del 1967 va acceptar una proposta nova d'autonomia del parlament italià. L'acord definitiu no s'assoliria fins a desembre de 1969, de manera que el gener de 1970 s'aprovaren noves mesures autonòmiques i a favor del bilingüisme oficial, i el 1972 una secció del Tribunal de Justícia de Roma. Tot això el va consolidar com a força de masses, de manera que el 1978 tenia 68.000 afiliats.
Durant els anys 1990 el partit es mantingué en la mateixa línia, i fins i tot un dels seus caps, Michael Ebner, assolí l'acta de diputat al Parlament Europeu el 1994. En la tardor de 2003, el SVP va vèncer les eleccions provincials de la Província Autònoma de Bozen amb majoria absoluta, perdent no obstant això un nombre significatiu de vots, sobretot en les zones rurals. Pertanyen al Südtiroler Volkspartei 100 dels 116 alcaldes dels municipis de l'Alt Adigio i també el president de la província i la Giunta regionale del Trentino - Tirol del Sud, Luis Durnwalder, a més dels presidents de 2 de les 5 circumscripcions de Bozen. A les eleccions europees de 2004 va ser triat representant del SVP Michael Ebner. En 2005 el SVP, aliat del centre-esquerra, va resultar ser el primer partit a Bozen i va contribuir de manera decisiva a l'elecció de l'alcalde Luigi Spagnolli, que es va presentar com candidat de L'Unione. En vista a les eleccions polítiques del 2006 només presenta les llistes a la Cambra dels Diputats i en la circumscripció de Bozen per al Senat d'Itàlia, en aliança amb L'Unione.

### Escissions
El 1971 es produí una escissió radical dins el SVP, la Südtiroler Heimatbund (Lliga Patriòtica Sudtirolesa), de Hans Sticher i Eva Klotz, que a començaments dels anys 90 adoptà el nom d'Union fur Südtirol.

## Presidents del partit(Obmänner)
- 1945 - 1948 Erich Amonn
- 1948 - 1951 Josef Menz
- 1951 - 1952 Toni Ebner
- 1952 - 1954 Otto Guggenberg
- 1954 - 1956 Karl Tinzl
- 1956 - 1957 Toni Ebner
- 1957 - 1991 Silvius Magnago
- 1991 - 1992 Roland Riz
- 1992 - 2004 Siegfried Brugger
- des del 17 d'abril de 2004 Elmar Pichler Rolle

## Resultats electorals

### Consell Autònom del Tirol del Sud
| Consell Autònom del Tirol del Sud |         |       |         |     |
| Any                               | Vots    | %     | Escons  | +/− |
| 1948                              | 107,249 | 67.60 | 13 / 20 | Nou |
| 1952                              | 112,602 | 64.81 | 15 / 22 | 2   |
| 1956                              | 124,165 | 64.40 | 15 / 22 | =   |
| 1960                              | 132,351 | 63.92 | 15 / 22 | =   |
| 1964                              | 134,188 | 61.30 | 16 / 25 | 1   |
| 1968                              | 137,982 | 60.74 | 16 / 25 | =   |
| 1973                              | 132,186 | 56.40 | 20 / 34 | 4   |
| 1978                              | 163,502 | 61.35 | 21 / 34 | 1   |
| 1983                              | 170,125 | 59.42 | 22 / 35 | 1   |
| 1988                              | 184,717 | 60.40 | 22 / 35 | =   |
| 1993                              | 160,186 | 52.03 | 19 / 35 | 3   |
| 1998                              | 171,820 | 56.62 | 21 / 35 | 2   |
| 2003                              | 167,353 | 55.60 | 21 / 35 | =   |
| 2008                              | 146,545 | 48.12 | 18 / 35 | 3   |
| 2013                              | 131,236 | 45.70 | 17 / 35 | 1   |
| 2018                              | 119,108 | 41.89 | 15 / 35 | 2   |

### Parlament Italià
| Any  | Vots    | %    | Diputats | +/− | Vots    | %    | Senadors | +/- |
| ---- | ------- | ---- | -------- | --- | ------- | ---- | -------- | --- |
| 1948 | 124,243 | 0.47 | 3 / 574  | Nou | 94,406  | 0.42 | 2 / 237  | Nou |
| 1953 | 122,474 | 0.45 | 3 / 590  | =   | 107,139 | 0.44 | 2 / 237  | =   |
| 1958 | 135,491 | 0.46 | 3 / 596  | =   | 120,068 | 0.46 | 2 / 246  | =   |
| 1963 | 135,457 | 0.44 | 3 / 630  | =   | 112,023 | 0.41 | 2 / 315  | =   |
| 1968 | 152,991 | 0.48 | 3 / 630  | =   | 131,071 | 0.46 | 2 / 315  | =   |
| 1972 | 153,674 | 0.46 | 3 / 630  | =   | 113,452 | 0.38 | 2 / 315  | =   |
| 1976 | 184,375 | 0.50 | 3 / 630  | =   | 158,584 | 0.50 | 2 / 315  | =   |
| 1979 | 204,899 | 0.56 | 3 / 630  | =   | 172,582 | 0.55 | 2 / 315  | =   |
| 1983 | 184,940 | 0.50 | 3 / 630  | =   | 157,444 | 0.51 | 2 / 315  | =   |
| 1987 | 202,022 | 0.52 | 3 / 630  | =   | 171,539 | 0.53 | 2 / 315  | =   |
| 1992 | 198,447 | 0.51 | 3 / 630  | =   | 168,113 | 0.50 | 3 / 315  | 1   |
| 1994 | 231,842 | 0.60 | 3 / 630  | =   | 217,137 | 0.66 | 3 / 315  | =   |
| 1996 | 156,708 | 0.42 | 3 / 630  | =   | 178,425 | 0.55 | 2 / 315  | 1   |
| 2001 | 200,059 | 0.54 | 3 / 630  | =   | 126,177 | 0.37 | 3 / 315  | 1   |
| 2006 | 182,704 | 0.48 | 3 / 630  | =   | 117,495 | 0.46 | 3 / 315  | =   |
| 2008 | 147,718 | 0.41 | 2 / 630  | 1   | 98,948  | 0.40 | 3 / 315  | =   |
| 2013 | 146,804 | 0.43 | 4 / 630  | 2   | 97,141  | 0.41 | 2 / 315  | 1   |
| 2018 | 134,651 | 0.41 | 4 / 630  | =   | 128,282 | 0.42 | 3 / 315  | 1   |
| 2022 | 117,010 | 0.42 | 3 / 400  | 1   | 116,003 | 0.42 | 2 / 200  | 1   |

### Parlament Europeu
| Any  | Líders              | Vots    | %    | Escons | +/− | Grup   |
| ---- | ------------------- | ------- | ---- | ------ | --- | ------ |
| 1979 | Silvius Magnago     | 196,373 | 0.56 | 1 / 81 | Nou | EPP    |
| 1984 | Silvius Magnago     | 198,220 | 0.56 | 1 / 81 | =   | EPP    |
| 1989 | Silvius Magnago     | 172,383 | 0.50 | 1 / 81 | =   | EPP    |
| 1994 | Siegfried Brugger   | 202,668 | 0.62 | 1 / 87 | =   | EPP    |
| 1999 | Siegfried Brugger   | 156,005 | 0.50 | 1 / 78 | =   | EPP-ED |
| 2004 | Elmar Pichler Rolle | 146,357 | 0.45 | 1 / 78 | =   | EPP-ED |
| 2009 | Richard Theiner     | 143,509 | 0.47 | 1 / 72 | =   | EPP    |
| 2014 | Philipp Achammer    | 138,037 | 0.50 | 1 / 73 | =   | EPP    |
| 2019 | Philipp Achammer    | 142,185 | 0.53 | 1 / 76 | =   | EPP    |
| 2024 | Dieter Steger       | 120,879 | 0.52 | 1 / 76 | =   | EPP    |